# Vladimir Arnautović
Vladimir Arnautović (in serbo Владимир Арнаутовић?; Banja Luka, 2 dicembre 1971 – Belgrado, 30 maggio 2015) è stato un cestista e allenatore di pallacanestro serbo.
È stato l'allenatore della CSU Asesoft Ploiești dal 25 novembre 2007 fino al giorno della sua morte. È considerato il miglior allenatore della storia del basket romeno.

## Biografia
Arnautović nasce a Banja Luka il 2 dicembre 1971. Ha partecipato alla guerra tra gli etnici serbi e musulmani dalla Bosnia, a soli 22 anni, tra il 1993 e il 1995. Ha condotto un plotone di 12 persone. Alla fine della guerra, ha scoperto la passione per la pallacanestro. Ha iniziato la carriera da professionista al Borac Nektar. Nel 2001 va alla squadra romena CSU Asesoft Ploiești. Vince con i biancoblù un campionato e una coppa come giocatore.
Si ritira nel 2004.
Alla fine del 2007 firma un contratto con la CSU, questa volta in qualità di allenatore. Vince 8 campionati, 4 coppe e una supercoppa. Condotta da Arnautović, la CSU in Europa vince incontri importanti, tra cui quelle con il Girona, lo Spartak San Pietroburgo, ma la più importante è quella nell'EuroChallenge 2014-15, dove sconfigge nella Top 32 i campioni in carica del Valencia.

## Morte
A febbraio 2015 gli è stato diagnosticato un cancro al fegato ed è stato ricoverato per tre mesi a una clinica di Belgrado. Il 30 maggio muore a soli 43 anni ed è omaggiato dai giocatori della CSU nella capitale della Serbia, tra cui il veterano Cătălin Burlacu.

## Palmarès
- Campionato rumeno: 1

Asesoft Ploiesti: 2013-14